# Stanisław Korab-Brzozowski
Stanisław Korab-Brzozowski (ur. 1876 w Latakii w Syrii, zm. 23 kwietnia 1901 w Warszawie) – polski poeta i tłumacz, przedstawiciel fin de siècle’u w literaturze Młodej Polski. Uważany za jednego z najwybitniejszych twórców dekadentyzmu, mistrza poetyckiej formy i stylu.

## Życiorys
Brat poety Wincentego Korab-Brzozowskiego, z którym napisał cykl sonetów na cześć ojca, barda i poety romantycznego – Karola Brzozowskiego.
Prawie nic nie wiadomo na temat krótkiego życia Stanisława Korab-Brzozowskiego. Był synem poety romantycznego Karola Brzozowskiego i bratem Wincentego Korab-Brzozowskiego, również poety. Nie kultywował jednak rodzinnej tradycji wędrownego poety-pieśniarza, preferując raczej życie „lwa salonowego”. Należał do kręgu cyganerii dzieci szatana Stanisława Przybyszewskiego.
Związany był z czasopismem Chimera. Tłumaczył utwory Baudelaire’a, Maurice’a Maeterlincka oraz Paula Verlaine’a. W 1901 roku Stanisław Korab-Brzozowski popełnił spektakularne samobójstwo, prawdopodobnie z powodu zawodu miłosnego. Sprzedał na krótko przed śmiercią skromne swoje ruchomości i przygotował kolację, na którą zaprosił grono przyjaciół. Nad ranem opuścił gospodarz swych gości i zniknąwszy już nie powrócił. Gdy po dłuższym czasie poczęto go szukać, znaleziono go martwego na podłodze. Zażył truciznę – wspomina Tadeusz Żeleński. Choć tło samobójstwa nie jest do końca jasne, Żeleński przywołuje tu postać Dagny Przybyszewskiej. Rzekomy romans owiany jest jednak tajemnicą; Artur Hutnikiewicz sugeruje tu nawet istnienie tragicznego trójkąta: Dagny, Stanisław Korab-Brzozowski i Władysław Emeryk.

## Twórczość
Jego twórczość poetycka skupiała się w rejonie symbolizmu. Cechowała się oszczędnością i precyzją w stosowaniu środków poetyckich przy jednoczesnym nacisku na ton emocjonalny. Brzozowski często tworzył tzw. pejzaże mentalne (paysage mental), posługiwał się efektami synestezji i popularnej w modernizmie syntezy sztuk. Artur Hutnikiewicz w swojej pracy monograficznej na temat Młodej Polski tak oceniał wartość tej poezji: Przejmująca prawda tych wyznań polegała na ich narzucającej się szczerości, poświadczonej niejako tragicznym losem i doświadczeniem osobistym, zaliczając wiersze autora takie jak O przyjdź, Ukrzyżowanie czy Próżnia do rangi arcydzieł liryki polskiej.
Niewielka ilościowo, rozproszona po różnych czasopismach spuścizna literacka Stanisława Koraba-Brzozowskiego zebrana została pośmiertnie w tomie Nim serce ucichło (1910).

## Literatura dodatkowa
- Adam Bar: Brzozowski Stanisław. W: Polski Słownik Biograficzny. T. 3: Brożek Jan – Chwalczewski Franciszek. Kraków: Polska Akademia Umiejętności – Skład Główny w Księgarniach Gebethnera i Wolffa, 1937, s. 67–68. Reprint: Zakład Narodowy im. Ossolińskich, Kraków 1989, ISBN 83-04-03291-0